# 石川日産自動車販売
石川日産自動車販売株式会社（いしかわにっさんじどうしゃはんばい）は、石川県金沢市に本社を置き、同県内で日産自動車販売店とルノー販売店を運営する企業である。

## 概要
1942年（昭和17年）に設立。2011年現在、石川県内に15店舗を持つ日産自動車系列の自動車販売会社である。
長らく、石川県金沢市に本社を置く百貨店の大和の関連会社であったが、2011年5月31日に大和が保有する株式を米沢電気グループの北星産業（石川県野々市市）に売却した。大和は、石川日産の発行済株式を約48%保有していた。

## 沿革
- 1942年11月7日 - 設立。
- 2019年7月1日 - 日産サティオ富山を完全子会社化[2]。

## 事業所

### 日産
- 金沢中央店、サービス工場 - 金沢市若宮町ホ47番地
- 増泉店 - 金沢市増泉二丁目22番15号
- 金沢南店 - 野々市市菅原町14番41号
- 鞍月店 - 金沢市鞍月5丁目170番地
- 加賀店 - 加賀市中代町ヌ1番地
- 小松店 - 小松市今江町ツ82番地
- 小松北店 - 小松市一針町ロ18番地5
- 白山店 - 白山市田中町201番地
- 河北店 - 河北郡津幡町字舟橋に18番地1
- 羽咋店 - 羽咋市兵庫町申11番地13
- 七尾店 - 七尾市国分町ヰ19番地
- 穴水店 - 鳳珠郡穴水町鵜島ハ4番地
- 輪島店 - 輪島市山岸町ロ15番地
- UCARS金沢 - 金沢市若宮町ホ47番地
- UCARS小松 - 小松市日の出町2丁目23番地1
- UCARS七尾 - 七尾市国分町ヰ19番地

### ルノー
- ルノー金沢中央 - 金沢市若宮町ホ47番地

## 石川県内の他日産車販売店
- 日産プリンス金沢 - 米沢電気工事の関連会社で、旧日産サティオ石川と旧日産プリンス石川販売の事業を継承して設立。